# 06式水下刺刀
06式水下刺刀（英語：QNL-06，全稱：06式水下多功能刺刀，以下简称为QNL-06）是一款由中国人民解放军随06式水下步枪同时配用的战场多用途刀、刺刀和潜水刀。

## 歷史
2006年，QNL-06隨QBS-06一同通過設計定型，主要装备对象同样是海军特种部队及部分海军陆战队蛙人特战分队，以执行水下偵察攻擊，以及反滲透、要點保護等任務。

## 概述
为QBS-06式水下步枪所配的QNL-06是新研制的多功能作战辅助工具。
除了作为步枪刺刀使用以外，还能夠砍削灌木、切断水草、铰剪铁丝、鋸割钢筋、修銼金属构件，也可用于打开罐头、拧螺絲用途。
由于研究团队判断在水下执行任务时条件有限，弹药不如在陆地以上那样充足，因而研制了能够起到各种各样的作用水下多功能刺刀。
QNL-06为水下使用，进行了数种量身打造般的优化设计，比如于刀鞘開排水孔、刀身中空開口，以避免水下阻力過大并充当血槽；总体亦较为轻便，不论在水下或水上拔刀还是插刀，都能够做到最佳表現。

## 設計
QNL-06可说是95式刺刀（QNL-95）的刺刀特性与05式潛水刀的潜水刀特性的结合体，但刀身与刀柄的形状是三者之间最明显区别。
QNL-06在刀身上除了具有排水开口以外，还具有长孔套设计，可与其刀鞘头的驻笋组合成钳子，全刀绝缘，可铰断铁丝网。
由于95式枪族所配用的95式刺刀可安装于QBS-06以下，理论上QNL-06亦可反过来安裝在95式、03式、95-1式和191式使用。
換言之，QBZ-95及以后的中国5.8毫米口徑自动步枪（除QTS-11式單兵綜合作戰系統）都有兩款可用的刺刀。但由于使用机会不多，或是处于保密因素，目前该款刺刀的使用图片较少，而其相关资料亦较为稀少。

## 外部連接
- （简体中文）—搜狐.com—国产最知名的十把军刀，你知道几把？
- （简体中文）—蛋蛋赞.com—实拍中国解放军使用的五大军刀 每一个都有特殊的作战功用（页面存档备份，存于）
- （简体中文）—知乎.com—现代军用刺刀，中、美、俄三国到底哪家强？（页面存档备份，存于）
- （简体中文）—新浪网.com—鲜为人知的8把国产军刀，每一把都威力惊人，战斗力强悍！（页面存档备份，存于）